# Aphis saussurearadicis
Aphis saussurearadicis är en insektsart som beskrevs av Pashtshenko 1992. Aphis saussurearadicis ingår i släktet Aphis och familjen långrörsbladlöss. Inga underarter finns listade i Catalogue of Life.